# 編曲家一覧
編曲家一覧（へんきょくかいちらん）は、世界と日本の編曲家の一覧。五十音順。

## アルファベット
- AKIRA
- ats-
- aya Sueki
- bice
- CHOKKAKU
- CMJK
- COLDFEET
- Cybersound
- D・A・I
- D.I.E.
- Face 2 fAKE
- Funta
- Gajin
- ha-j
- HIKARI (ミュージシャン)
- HOPPY神山
- HAL
- I.N.A
- Ikoman
- K-Muto
- kanke
- KAZ
- MASAYA
- ms-jacky
- NAOKI-T
- PIPELINE PROJECT
- SAKOSHIN
- shinya
- S.O.S.
- SYNC BOX
- T2ya
- tasuku
- TATOO
- Teddy & Melvin
- TONE
- YOSHIKI

## あ行
- 青木望
- 赤城忠治
- 赤坂東児
- 明石昌夫
- あかのたちお
- あずみけい
- アキレス・ダミゴス
- アクセル・コナード
- アーサー・ライマン
- 麻井寛史
- 朝井泰生
- 朝川朋之
- 浅倉大介
- 浅田祐介
- 朝本浩文
- 安部隆雄
- 安部潤
- 天野正道
- 綾部薫
- 荒井洋明
- 新井理生
- 荒木啓六
- 荒幡亮平
- 有賀啓雄
- 有澤孝紀
- アリン・ファーガソン
- アル・カイオラ
- アル・キャップス
- アルフレッド・ハウゼ
- 安西史孝
- 飯田高広
- 飯塚昌明
- 家原正樹
- 五十嵐宏治
- 五十嵐充
- 幾見雅博
- 池澤孝之
- 池毅
- 池田大介
- 石井健太郎
- 石川鷹彦
- 石田勝範
- 石塚知生
- 伊豆一彦
- イズタニタカヒロ
- 和泉一弥
- 和泉常寛
- 磯村英司
- 板倉文
- 板倉真一
- 板倉雅一
- 市川淳
- 市川喜康
- 伊藤銀次
- 伊藤康英
- 伊藤隆博
- 稲垣卓三
- 乾裕樹
- 井上ジョー
- 井上鑑
- 井上一平
- 井上大輔
- 井上尭之
- 井上ヨシマサ
- 今井大介
- 今井裕
- 今泉敏郎
- 入江純
- 岩井直溥
- 岩窪ささを
- 岩崎工
- 岩崎文紀
- 岩﨑元是
- 岩田喜代造
- 岩田雅之
- 岩本正樹
- ヴィル・ファン・デル・ベーク
- 上野圭市
- 上埜孝
- 上杉洋史
- 上田現
- 上田ケンジ
- 上田力
- 宇佐美秀文
- 笛吹利明
- ウッディ・ハーマン
- 宇乃かつを
- 梅垣達志
- 梅堀淳
- 浦田恵司
- 江口亮
- エドムンド・ロス
- エンニオ・モリコーネ
- 遠藤秀安
- 大石憲一郎
- 大賀好修
- 大川タツユキ
- オーダッシュ
- 大島こうすけ
- 大沢伸一
- 大島ミチル
- 太田美知彦
- 大瀧詠一
- 大谷和夫
- 大谷靖夫
- 大坪直樹
- 大野克夫
- 大野宏明
- 大野雄二
- 大橋恵
- 大原茂人
- 大平勉
- 大村憲司
- 大村雅朗
- 大森俊之
- 大八木弘雄
- 岡雄三
- 岡田徹
- 岡野ハジメ
- 岡本洋
- 沖添友紀
- 奥慶一
- 奥山貞吉
- 長田進
- 小澤正澄
- 小倉博和
- 尾城九龍
- 織田哲郎
- 落合徹也
- 小野崎孝輔

## か行
- 甲斐正人
- カウント・ベイシー
- 柿崎洋一郎
- 籠島裕昌
- カシーフ
- 柏崎三十郎
- 樫原伸彦
- 加藤和彦
- 加藤みちあき
- 門倉聡
- 香取良彦
- 金子隆博
- 兼崎順一
- 華原大輔
- 神長弘一
- 亀井光太郎
- 亀田誠治
- 亀山耕一郎
- 加養浩幸
- 河内淳一
- 川上了
- 川口真
- 川崎真弘
- 川島裕二
- 川瀬智
- 河野圭
- 川端良征
- 河辺健宏
- 川辺真（風戸慎介）
- 川村栄二
- 川本盛文
- 菅野よう子
- 菊池一仁
- 菊地圭介
- 菊池俊輔
- 岸本ひろし
- キース・クロウチ（英語版）
- 木田高介
- キハラ龍太郎
- 木村貴志
- 木村吉宏
- 木森敏之
- 京田誠一
- 清須邦義
- クインシー・ジョーンズ
- クニ河内
- 国吉良一
- 久保寛一郎
- 久保こーじ
- 久保田利伸
- 窪田晴男
- 熊田豊
- 久米大作
- 倉田信雄
- 倉富義隆
- 栗山和樹
- 栗谷かずよ
- クリヤ・マコト
- グレン・ミラー
- 黒羽康司
- 神津裕之
- 河野伸
- 河野雅昭
- 河野陽吾
- 小島里美
- 五島翔
- 後藤次利
- 後藤洋
- 小谷充
- 小長谷宗一
- 小西貴雄
- 小西康陽
- 小林武史
- 小林透
- 小林信吾
- 小林哲
- 小松一也
- 小松秀行
- 小森田実
- 是永巧一
- 小六禮次郎
- 近田潔人
- 近藤昭雄
- 近藤芳樹

## さ行
- 齋藤淳
- 斎藤真也
- 斉藤ネコ
- 斉藤英夫
- 斉藤仁
- 斎藤誠
- 坂優也
- 坂崎幸之助
- 坂田晃一
- 坂部剛
- 坂本洋
- 坂本昌之
- 坂本龍一
- 鷺巣詩郎
- 崎谷健次郎
- 佐久間正英
- 桜井鉄太郎
- 桜庭伸幸
- 迫茂樹
- 迫田敏明
- 佐々木潤
- 佐々木博史
- 笹路正徳
- 笹本安詞
- 佐藤晃
- 佐藤和豊
- 佐藤健
- 佐藤賢太郎
- 佐藤準
- 佐藤直紀
- 佐藤宣彦
- 佐藤英敏
- 佐藤博
- 佐藤正人
- 佐藤泰将
- 佐橋俊彦
- 佐橋佳幸
- 沢田完
- 沢田泰司
- 澤近泰輔
- 椎名和夫
- 塩塚博
- 塩入俊哉
- 塩川仁章
- 潮崎裕己
- シオジリケンジ
- 塩谷哲
- 志熊研三
- 重実徹
- 茂村泰彦
- 重盛美晴
- 篠原敬介
- 篠原信彦
- 柴崎浩
- 柴山和彦
- 渋谷毅
- 島健
- 島田昌典
- 嶋田陽一
- 島野聡
- ジミー・ジャム
- 清水俊也
- 清水信之
- ジャム&ルイス
- 下野ヒトシ
- ジャック・エリオット
- ジョージ・マーティン
- ジョー・リノイエ
- 東海林修
- 庄野賢一
- ジョン・バリー
- 白井良明
- シライシ紗トリ
- 橋本しん
- 新川博
- 神保雅彰
- 杉浦邦弘
- 杉浦哲郎
- 杉本幸一
- すぎやまこういち
- 杉山卓夫
- 須貝幸生
- 鈴川真樹
- 鈴木邦彦
- 鈴木茂
- 鈴木大
- 鈴木俊介
- 鈴木智文
- 鈴木直人
- 鈴木Daichi秀行
- 鈴木宏昌
- 鈴木英史
- 鈴木禎久
- 須藤賢一
- 陶山隼
- 瀬尾一三
- 関淳二郎
- 芹澤廣明
- 千住明
- 惣領泰則
- 曽我部恵一
- 十川ともじ
- 外間隆史

## た行
- 高木洋
- 高島智明
- 高瀬一矢
- 高中正義
- 高田耕至
- 高田弘
- 高梨康治
- 高野康弘
- 高橋圭一
- 高橋研
- たかはしごう
- 高橋徹
- 高橋利光
- 高橋諭一
- 高橋幸宏
- 高見沢俊彦
- 武市昌久（いちひさし）
- 竹村次郎
- 武部聡志
- 田島貴男
- 田代修二
- 多田彰文
- 辰巳博成
- 建部知弘
- 田中公平
- 田中直
- 田中義人
- 棚橋信仁
- 田辺恵二
- 田辺信一
- 田辺トシノ
- 谷口尚久
- ダンス☆マン
- 丹野義昭
- 近田春夫
- チト河内
- 知野芳彦
- 千代正行
- 塚崎陽平
- 月野そら
- 告井延隆
- 都志見隆
- 辻陽
- 蔦谷好位置
- 土屋望
- 土屋昌巳
- 土屋洋一
- 筒美京平
- つのごうじ
- 角田英之
- 鶴由雄
- デイヴィッド・フォスター
- テイトウワ
- テディ・ライリー
- デューク・エリントン
- 寺岡呼人
- 寺嶋民哉
- 寺島良一
- テリー・ルイス
- テリー・ロイド
- 遠山淳
- 遠山裕
- 富樫明生
- 徳永暁人
- 都倉俊一
- 戸田誠司
- 戸塚修
- 飛澤宏元
- トミー・ヘンリクセン（英語版）
- 冨田勲
- 冨田一三
- 冨田恵一
- 富田素弘
- 冨田謙
- 豊島吉宏
- 鳥山雄司
- トーレ・ヨハンソン

## な行
- 内藤慎也
- 長岡成貢
- 中川幸太郎
- 中崎英也
- 中島正雄
- 中島靖雄
- 仲田守
- 中塚武
- 長戸大幸
- 中西俊博
- 中西康晴
- 中西亮輔
- 中野定博
- 中野雅仁
- 中野雄太
- 中原達彦
- 中原信雄
- 中村哲
- 中村修司
- 中村仁
- 中村太知
- 中村康就
- 中村正人
- 中村雅都
- なすじん
- 奈良部匠平
- 成田忍
- 南郷達也
- 難波正司
- 難波弘之
- 新田一郎
- 仁木他喜雄
- 西岡和哉
- 西垣哲二
- nishi-ken
- 西平彰
- 西村麻聡
- 西本明
- 西脇辰弥
- ニーノ・ロータ
- 根岸孝旨
- 根岸貴幸
- ネルソン・リドル
- 野田雪文
- 野中“まさ”雄一
- 信田かずお

## は行
- 葉加瀬太郎
- 萩田光雄
- 羽毛田丈史
- パーシー・フェイス
- 橋本竜樹
- 長谷川智樹
- 八田泰一
- 服部克久
- 服部隆之
- 花田裕之
- 羽田一郎
- 羽田健太郎
- 浜口史郎
- 濱野正
- 林哲司
- 林紀人
- 林政宏
- 林有三
- 林部直樹
- 葉山たけし
- 葉山拓亮
- 原一博
- 原川健
- 原田憲
- 樋口康雄
- 久石譲
- 土方隆行
- 日高智
- 日向大介
- 日向敏文
- 日比野元気
- 百石元
- 平石博一
- ヒラサワンダ
- 平田祥一郎
- 平野孝幸
- ビリー・ヴォーン
- ヒロイズム
- フェリー・コーステン
- 深沢順
- 深沼元昭
- 深町純
- 深沢秀幸
- 福井峻
- 福嶋尚哉
- 福富幸宏
- 藤井謙二
- 藤井丈司
- 藤井理央
- 藤掛廣幸
- 藤田玄播
- 藤田大土
- 藤田崇文
- 藤野将人
- 藤本和則
- フジモトヨシタカ
- 船山基紀
- フランク・チャックスフィールド
- フランク・プールセル
- フランシス・レイ
- 古井弘人
- ベイビーフェイス
- ベニー・グッドマン
- ペレス・プラード
- ヘンリー・マンシーニ
- ポール・モーリア
- 穂口雄右
- 星勝
- 星出尚志
- 保科洋
- 星野靖彦
- 細野晴臣
- ボビー・マーティン
- ボブ佐久間
- 本多俊之
- 本田恭之
- 本田優一郎
- 本間昭光
- 本間勇輔

## ま行
- 前嶋康明
- 前田和彦
- 前田憲男
- 前野知常
- 馬飼野康二
- 馬飼野俊一
- 牧野信博
- 牧田和男
- 真島俊夫
- 益田トッシュ
- 松井忠重
- 松井寛
- 松浦晃久
- 松浦雅也
- 松浦恵
- 松尾潔
- 松岡直也
- 松下誠
- 松田純一
- 松武秀樹
- 松任谷正隆
- 松原憲
- 松原正樹
- 松本晃彦
- 松本圭司
- 松本祥平
- 松本孝弘
- 松本良喜
- 松山祐士
- 間宮工
- 豆田将
- マントヴァーニ
- 三木たかし
- 三沢またろう
- 水島康貴
- 水谷公生
- 溝口肇
- 見岳章
- 道譯進太郎
- ミッシェル・ルグラン
- 光田健一
- 光宗信吉
- 宮内和之
- 宮川彬良
- 宮川泰
- 三宅一徳
- 宮路一昭
- 宮永治郎
- 明光院正人
- 三好誠
- 宗像仁志
- 村上啓介
- 村田昭
- 村松邦男
- 村山晋一郎
- 村山達也
- メルバ・リストン
- 茂木由多加（四人囃子）
- 本山清治
- 百田留衣
- 森英治
- 森俊也
- 森俊之
- 森岡賢一郎
- 森園勝敏
- 森田一浩
- 森田公一
- 森藤晶司
- 森山輝一

## や行
- 矢島賢
- 安川午朗
- 安田信二
- 安田裕美
- 柳満夫
- 矢野立美
- 矢野誠
- 矢吹俊郎
- 山尾正人
- 山川恵津子
- 山口一久
- 山里佐和子
- 山下国俊
- 山下康介
- 山下達郎
- 山田直毅
- 山田秀俊
- 山中紀昌
- 山原一浩
- 山本健司
- 山本はるきち
- 山本光男
- 山本隆二
- 湯浅篤
- 湯淺公一
- 湯浅譲二
- ユーゴー・ウィンターハルター
- 横内章次
- 吉岡たく
- 吉川慶
- 吉川忠英
- 吉川洋一郎
- 吉田建
- 吉田美奈子
- 芳野藤丸
- 吉俣良
- 吉松隆
- 淀彰
- 米光亮

## ら行
- ラロ・シフリン
- 竜崎孝路
- 梁邦彦
- レイモン・ルフェーブル
- Rockwell

## わ行
- 若草恵
- 和田弘樹
- 和田昌哉
- 渡辺茂樹
- 渡辺善太郎
- 渡辺貴浩
- 渡部チェル
- 渡辺宙明
- 渡辺徹
- 渡辺俊幸
- 渡辺博也
- 渡辺美佳
- 渡辺未来
- 綿引康夫